# Ministerio de Transporte, Infraestructura Nacional y Seguridad Vial
El Ministerio de Transporte, Infraestructura Nacional y Seguridad Vial del Gobierno de Israel, llamado también Ministerio de Transporte, es el departamento gubernamental responsable del transporte en el Estado de Israel. Su jefe político es el Ministro de Transporte, cargo ocupado actualmente por Miri Regev del partido centroderechista Likud. Es un puesto relativamente de poca importancia en el gabinete israelí, que se suele dar a los partidos más pequeños en los que rigen coaliciones. Sin embargo, ha habido un Ministro de Transporte en cada gobierno israelí hasta la fecha.
Tres primeros ministros (David Ben-Gurión, Menahem Begin y Ariel Sharón) han sido ministros de transporte estando en el cargo de primer ministro, aunque solo por periodos cortos de tiempo; mientras que tres ministros de Transporte (Ezer Weizman, Moshé Katsav y Shimon Peres), se han hecho presidentes. 
En contadas ocasiones ha habido un Viceministro de Transporte.

## Enlaces externos

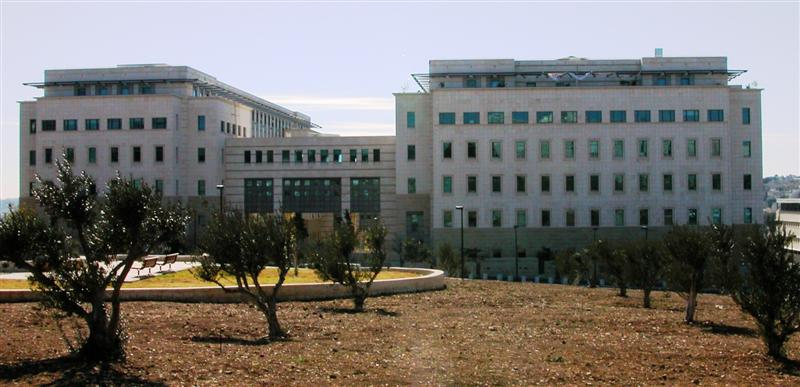
Sede principal del Ministerio de Transporte de Israel.